# 딕티오클로리스속
딕티오클로리스속(Dictyochloris)은 녹조강 스파이로플레아목에 속하는 녹조류 속의 하나이다. 딕티오클로리스과(Dictyochloridaceae)의 유일속으로 2종으로 이루어져 있다.

## 하위 종
- D. fragrans
- D. pulchra